# Annie Oakley
Pour les articles homonymes, voir Annie et Oakley.
Phoebe Ann Mosey, dite Annie Oakley, est une personnalité féminine américaine, née le 13 août 1860 à North Star (comté de Darke, Ohio) et morte le 3 novembre 1926 à Greenville (Ohio). Elle est une des femmes légendaires de l'Ouest américain, célèbre pour sa redoutable précision au tir.

## Biographie
Née à la frontière de l'Ohio, Annie est la cinquième d'une famille de sept enfants. Elle commence à chasser dès l'âge de neuf ans pour nourrir ses demi-frères et sa mère devenue veuve (son père meurt en 1866 d'une pneumonie). Elle est très vite reconnue comme une tireuse hors pair.
Dès l'âge de 16 ans, en 1876, elle part pour Cincinnati afin de participer à un concours de tir avec Frank E. Butler (en) (1850-1926), tireur d'élite renommé qui se produit en spectacle et qui a l'habitude de se mesurer aux tireurs locaux. Après avoir gagné avec un sans-faute (25 sur 25 pour Annie contre 24 pour Butler), ils se marient le 23 août 1876 et elle devient son assistante pour son spectacle itinérant.

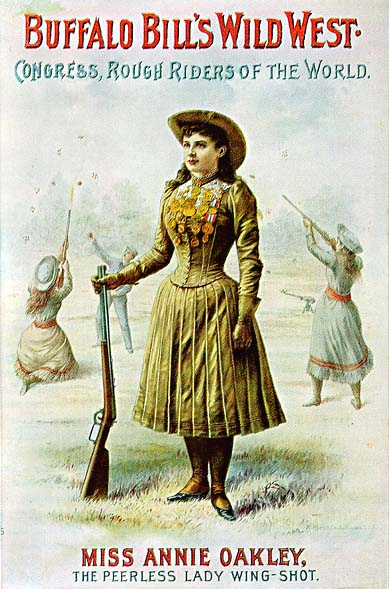
Annie Oakley sur une affiche du Buffalo Bill's Wild West show.

En 1885, elle rejoint, avec son mari, le Buffalo Bill Wild West Show où elle est surnommée « la petite femme au tir sûr », un surnom qu'elle doit à Sitting Bull (elle mesurait à peine plus d'1,50 m). Son mari s'efface alors devant le talent de sa dame et en devient le manager.
Son talent de fine détente attire les foules au fur et à mesure de l'accumulation de ses exploits : à 28 mètres de distance, elle touche 4 472 des 5 000 boules de verre lancées en l'air. À cette même distance, elle coupe une carte à jouer en deux par son côté le plus fin. Un de ses tirs les plus célèbres reste celui qui pouvait enlever les cendres d'une cigarette tenue à la bouche par son mari. Lors d'une tournée en Europe, elle expérimente d'ailleurs sa précision dans ce domaine avec le futur kaiser Guillaume II d'Allemagne en atteignant la cigarette qu'il tenait cependant par prudence loin de son visage,,.
En 1901, elle est blessée gravement dans un accident de train, ce qui nécessite cinq lourdes opérations, mais elle se remet étonnamment bien et reprend sa carrière. Bien qu'elle se déplace moins vers la fin de sa vie, elle ne perd en rien ses capacités au tir : à 62 ans, elle touche encore 100 cibles d'argile d'affilée à près de 15 mètres de distance.
Elle meurt à Greenville, dans l'Ohio, à 66 ans.

## Hommages
- Annie Oakley est inscrite au National Women's Hall of Fame depuis 1993 [7].
- Elle figure parmi les premiers films du cinéma, Annie Oakley tirant à la Winchester, réalisé en 1894 par William Heise dans le premier studio de cinéma, le Black Maria de Thomas Edison, à Orange dans le New Jersey (voir ce film plus haut).

## Dans la culture

### Cinéma et théâtre
Plusieurs adaptations romancées de sa vie furent portées à l'écran ou à la scène :
- La Gloire du cirque (Annie Oakley), film de George Stevens avec Barbara Stanwyck en 1935[8].
- Annie du Far West (Annie Get Your Gun), comédie musicale de Herbert et Dorothy Fields, musique d'Irving Berlin, à Broadway en 1946[9].
- Annie, la reine du cirque (Annie Get Your Gun), film musical de  George Sidney en 1950, d'après la comédie musicale de Herbert et Dorothy Fields[10].
- Dans Buffalo Bill et les Indiens de Robert Altman, son rôle est interprété par Geraldine Chaplin[11].

### Bande dessinée
Dans l'album La Légende de l'Ouest de la série Lucky Luke, on peut apercevoir à la page 19 la loge d'Annie Oakley ; celle-ci est criblée de balles.
Dans l'épisode 6 bis de la série La Jeunesse de Picsou, intitulé Le Protecteur de Pizen Bluff, le jeune Picsou rencontre Annie Oakley et d'autres personnalités de la troupe de Buffalo Bill.
Dans le tome 8 de la série Lady S., intitulé Raison d'État, un colonel cite Annie Oakley comme étant la plus célèbre des rares « tireuses d'instinct », à savoir une personne qui a le don de tirer juste, même sans viser.
Annie Oakley et les Voleurs . Par A. McGovern, illustrations de M. Crawford. Un Petit Livre d'Or 98 - Editions Cocorico 1955 pour l'édition française.

### Musique
Elle est citée par le rappeur Mac Miller dans sa chanson Grand Finale, issue de sa mixtape Faces : « My bitch a shooter, call her Annie Oakley ».